# Тхужниця-Влосцянська
Тхужниця-Влосцянська (пол. Tchórznica Włościańska) — село в Польщі, у гміні Сабне Соколовського повіту Мазовецького воєводства.
Населення — 238 осіб (2011).
У 1975-1998 роках село належало до Седлецького воєводства.

## Демографія
Демографічна структура станом на 31 березня 2011 року:
|          | Загалом | Допрацездатний вік | Працездатний вік | Постпрацездатний вік |
| -------- | ------- | ------------------ | ---------------- | -------------------- |
| Чоловіки | 133     | 28                 | 90               | 15                   |
| Жінки    | 105     | 16                 | 54               | 35                   |
| Разом    | 238     | 44                 | 144              | 50                   |